# 세계김치협회
기존의 세계김치협회와 한국김치협회가 통합하여 새롭게 출범한 김치협회
대한민국김치협회는 대한민국의 전통적인 김치를 과학화하고 현대화하여 품질을 향상시키고 세계화시키며  김치종주국으로서의 대한민국의 위상을 굳건히 하며 김치산업 진흥을 통하여 국가경제에 기여할 목적으로 2012년 1월 11일 설립된 대한민국 농림수산식품부 소관의 사단법인이다. 사무실은 서울특별시 서초구 양재동 232 aT센터 (한국농수산식품유통공사) 1107호에 있다.
대한민국김치협회로 새롭게 출범

## 주요 사업
- 대한민국 김치문화의 발굴 및 보존 사업
- 김치세계화를 위한 조사 연구사업
- 김치의 품질향상, 제조개선 및 신제품 개발. 연구사업
- 김치원료의 표준화와 수급 및 산지육성 사업
- 김치관련 기술정보의 보급 과 교육사업 및 위생, 인증 등 경영지원사업
- 김치의 유통, 판매, 수출의 공조체재 확립 사업
- 김치홍보를 위한 세계김치박람회, 세미나, 국제협력 및 네트워크사업
- 김치관련 정부 및 지방자치단체 위탁사업
- 회원 상호간의 정보교류 및 홍보를 위한 출판사업
- 기타 본회의 설립목적에 부합되는 사업